# Ramaria flavosaponaria
Ramaria flavosaponaria är en svampart som beskrevs av R.H. Petersen 1986. Ramaria flavosaponaria ingår i släktet Ramaria och familjen Gomphaceae.   Inga underarter finns listade i Catalogue of Life.